# Shippensburg University, Pennsylvania
Shippensburg University, Pennsylvania (енгл. Shippensburg University) насељено је место без административног статуса у америчкој савезној држави Пенсилванија.

## Демографија
По попису из 2010. године број становника је 2.625.
| Група             | 2000.    | 2010.         |
| Белци             | 0 (0,0%) | 2.199 (83,8%) |
| Афроамериканци    | 0 (0,0%) | 262 (10,0%)   |
| Азијати           | 0 (0,0%) | 31 (1,2%)     |
| Хиспаноамериканци | 0 (0,0%) | 88 (3,4%)     |
| Укупно            | 0        | 2.625         |